# God zij met ons Suriname
God zij met ons Suriname (en néerlandais : Dieu soit avec notre Suriname) est l'hymne national du Suriname, officialisé par ordonnance gouvernementale le 15 décembre 1959. Le premier couplet, en néerlandais, fut écrit en 1893 par le Pasteur C.A. Hoekstra, avant qu'un deuxième couplet dans le dialecte sranan tongo n'y soit rajouté par le poète H.F. de Ziel, dit Trefossa (1916-1975). Musique, composée en 1876 par J.C. de Puy, n'était pas prévue au départ pour cet usage.

## Paroles
| Paroles officielles | Sens des paroles en français |
| --- | --- |
| God zij met ons Suriname Néerlandais God zij met ons Suriname Hij verheff'ons heerlijk land Hoe wij hier ook samen kwamen Aan zijn grond zijn wij verpand Werkend houden w'in gedachten Recht en waarheid maken vrij Al wat goed is te betrachten Dat geeft aan ons land waardij. Sranan tongo Opo kondreman un opo! Sranangron e kari un. Wans' ope tata komopo Wi mu seti kondre bun. Stré de f'stré, wi no sa frede. Gado de wi fesiman. Eri libi te na dede Wi sa feti gi Sranan. | Dieu soit avec notre Suriname Dieu soit avec notre Suriname Qu'il élève notre merveilleux pays De quelque façon que nous soyons arrivés ici Nous sommes attaché à notre terre Nos pensées vont au travail Droit et vérité rendent libre Tout ce qui est bon à considérer Donne de la valeur à notre pays. Debout ! compatriote, Debout ! La terre du Suriname t'appelle. D'où nos ancêtres aient pu venir Nous devons prendre soin de notre pays. Nous ne craignons pas la bataille. Dieu est notre meneur. Toute notre vie jusqu'à la mort, Nous battrons pour notre Surinam. |